# Diarmuid Martin
Diarmuid Martin, né le 8 avril 1945 à Dublin, est un prélat catholique irlandais, archevêque de Dublin et « Primat d'Irlande » depuis 2004.

## Biographie

### Formation
Diarmuid Martin grandit et étudie à Dublin, à l'école des Oblats d'Inchicore, dans la banlieue de la capitale, à l'école De La Salle à Ballyfermot, autre banlieue de la ville et au Marian College à Ballsbridge. Par la suite, il étudie la philosophie à l'University College de Dublin, puis est envoyé au Séminaire de Dublin, à Clonliffe, où il a étudié la théologie. Il est ordonné prêtre le 25 mai 1969 par John Charles McQuaid. Il étudie également à l'Université pontificale Saint Thomas d'Aquin, mais n'obtient pas le diplôme voulu.

### Épiscopat

#### Travail auprès du Saint-Siège
En 1976, le père Martin travaille au Conseil pontifical pour la famille. Il travaille ensuite au sein du Conseil pontifical Justice et Paix, avant d'en devenir le sous-secrétaire en 1986 puis le secrétaire en 1994.
Le 5 décembre 1998, il est nommé puis, le 6 janvier 1999, consacré évêque titulaire de Glendalough (de) par le pape Jean-Paul II, puis, le 17 janvier 2001, il est nommé archevêque titulaire de ce même diocèse ; ceci marquant sa nomination comme observateur permanent du Saint-Siège aux Nations unies à Genève et auprès de l'Organisation mondiale du commerce. Il représente aussi le Saint-Siège auprès du Fonds monétaire international et de la Banque mondiale, où il plaide notamment en faveur de l'allègement de la dette pour les pays les moins développés.

#### Archevêque de Dublin
Le 3 mai 2003, Martin est nommé évêque coadjuteur du cardinal Desmond Connell, et s'installe en tant que tel le 30 août suivant. Le 26 avril 2004, à la suite de l'acceptation de la démission du cardinal Connell par le pape Jean-Paul II, Martin lui succède automatiquement comme archevêque de Dublin.
Après le motu proprio Summorum Pontificum du pape Benoît XVI, libéralisant l'usage de la messe en latin, Martin établit la célébration d'une messe latine dans la région de Dublin.